# Nuytsia
Ne doit pas être confondu avec Nuytsia (journal).
Genre

Nuytsia est un genre monotypique de végétal de la famille des Loranthaceae présent en Australie occidentale.

## Liste d'espèces
Une seule espèce est connue dans ce genre (selon Tropicos (22 septembre 2013)) :
- Nuytsia floribunda R. Br.